# 岡田ゆきのり
岡田 ゆきのり（おかだ ゆきのり、1995年7月7日 - ）は、埼玉県出身の俳優。ジャスティスジャパンエンターテイメント所属。

## 人物
身長160cm。血液型O型。
趣味は散歩。特技は野球、篠笛、動画編集。

## 出演作品

### テレビドラマ
- 土曜ドラマ / 時をかける少女（2016年、日本テレビ） - ボート部員
- 木曜劇場 / アンサング・シンデレラ 病院薬剤師の処方箋（2020年、フジテレビ）
- BS時代劇 / 赤ひげ3（2020年、NHK BSプレミアム）
- フジテレビヤングシナリオ大賞 / 瑠璃も玻璃も照らせば光る（2022年、フジテレビ） - クラスメイト
- 爆上戦隊ブンブンジャー バクアゲ1、20（2024年、テレビ朝日） - 降野ノリオ

### 映画
- 近キョリ恋愛（2014年、東宝）
- 闇金ドックス3（2016年、AMGエンタテインメント）
- ピーチガール（2017年、松竹）
- アキはハルとごはんを食べたい（2023年、クロックワークス）

### 舞台
- グッドノート - 主演
- 男性保育士のための注意点
- 金と心臓
- マキシマムスピード
- 朗読劇「下町小話」（2018年）
  - 下町小話〜男女混合編
  - 下町小話〜怪談
- 夢幻能劇「あかつきの閃耀 本能寺の変」（2020年）
- ザ・シェフ
  - ザ・シェフ〜人生のレシピ〜（2021年）
  - ザ・シェフ2〜思い出を売る店（2022年）
- 死刑島2021（2021年）
- ひとひらの勇気（2021年）
- どぎまぎメモリアル2022（2022年）
- 女医レイカ 〜心の声がきこえますか〜（2022年）
- 戦国絵巻〜からす瓜〜 一の巻 魔王生誕（2022年）
- アビリティーズ
- 「歌唱戦隊ライブレンジャー」〜7thシングル 僕のタカラモノ〜（2024年） - ワトソン

### CM
- 東京ディズニーランド
- 朝セブン
- 明治エッセルスーパーカップ
- ニチバン ケアリーヴ「ちいさな味方、ばんそうこうのケアリーヴ篇」（2017年）
- Y!mobile 「双子ダンス部篇」（2017年）
- ソフトバンク 「青春放題 でんき篇」（2020年）
- アイフル 「～応援のチカラ編～」（2021年）
- モンスターストライク 「ホントにあった#俺たちのモンストーリー 工場篇」（2023年）